# Brezrazsežna količina
Brezrazséžna količína (ali brezdimenzíjska količína) je količina, ki opisuje nek fizikalni sestav in nima enot oziroma ima enoto 1. Takšna količina, oziroma število, je običajno določena kot zmnožek več količin z enotami, tako da se enote izničijo.
Na primer: »Vsako deseto jabolko, ki ga naberem, je črvivo.«. Razmerje črvivosti je [1 jabolko] / [10 jabolk] = 0,1, kar je brezrazsežna količina. V naravnem jeziku se taka števila izrazijo kot število stotin oziroma procenti (na primer 10 % jabolk je črvivih).
Brezrazsežne količine se veliko uporabljajo na področju strojništva in tehnične kemije. Po Buckinghamovem izreku π iz razsežnostne analize se lahko funkcijsko odvisnost določene količine (na primer n) spremenljivk zmanjša za (na primer k) neodvisnih razsežnosti, ki nastopijo v teh spremenljivkah, in se dobimo množi p = n - k neodvisnih, brezrazsežnih količin. Različni sestavi, katere se opiše z istimi brezrazsežnimi količinami, so za preskuševalca enakovredni.

## Zgled
Poraba električne moči mešalnika z določeno geometrijo je funkcija gostote in viskoznosti tekočine, ki se jo meša, velikostjo mešalnika določeno z njegovim premerom in hitrostjo mešanja. Tako obstaja n = 5 spremenljivk, ki predstavljajo ta zgled.
Teh n = 5 spremenljivk je sestavljenih iz k = 3 razsežnosti:
- dolžine l [m],
- časa t [s] in
- mase m [kg].

Po zgornjem izreku se lahko n = 5 spremenljivk zmanjša za k = 3 razsežnosti in se dobi p = n - k = 3 - 2 = 2 neodvisni brezrazsežni količini, ki sta v tem primeru za mešalnik:
- Reynoldsovo število (najpomembnejša brezrazsežna količina, ki opisuje vrsto toka tekočine),
- močnostno število  (opisuje mešalnik in vsebuje gostoto tekočine)

## Seznam brezrazsežnih količin
Obstaja na tisoče (oziroma neskončno mnogo) brezrazsežnih količin. Spodaj so navedene tiste, ki so največkrat v rabi po abecednem redu z opisom področja na katerem nastopajo.
| ime                                                 | standardni simbol                                                                                         | definicija | področja uporabe |
| --------------------------------------------------- | --- | ---------- | --- |
| Abbejevo število                                    | {\displaystyle \mathrm {V} \!\,}                                                                          |            | optika (disperzija v optičnih snoveh)                                                                                |
| albedo                                              | {\displaystyle \alpha \!\,}                                                                               |            | klimatologija, astronomija (svetlobna odbojnost površin teles)                                                       |
| Alfvénovo število                                   | {\displaystyle \mathrm {Al} \!\,}                                                                         |            | magnetohidrodinamika (kriterij podobnosti)                                                                           |
| Arhimedovo število                                  | {\displaystyle \mathrm {Ar} \!\,}                                                                         |            | dinamika tekočin (gibanje tekočin zaradi razlik v gostoti)                                                           |
| Arrheniusovo število                                | {\displaystyle \gamma \!\,}                                                                               |            | kemija (razmerje med aktivacijsko energijo in toplotno energijo)                                                     |
| atomska teža (atomska masa, relativna atomska masa) | {\displaystyle M\!\,}                                                                                     |            | kemija |
| Atwoodovo število                                   | {\displaystyle A\!\,}                                                                                     |            | dinamika tekočin (gibanje neenakomerno gostih tekočin)                                                               |
| Avogadrovo število                                  | {\displaystyle N_{\rm {A}}\!\,}                                                                           |            | kemija |
| Bagnoldovo število                                  | {\displaystyle \mathrm {Ba} \!\,}                                                                         |            | gibanje zrnate snovi                                                                                                 |
| Bejanovo število                                    | {\displaystyle \mathrm {Be} \!\,}                                                                         |            | termodinamika, mehanika tekočin                                                                                      |
| Biotovo število                                     | {\displaystyle \mathrm {Bi} \!\,}                                                                         |            | termodinamika (nestacionarni (ali prehodni) prenos toplote - površinska in prostorninska toplotna prevodnost trdnin, |
| Bodensteinovo število                               | |            | porazdelitev rezidenčnega časa                                                                                       |
| Bondovo število                                     | {\displaystyle \mathrm {Bo} \!\,}                                                                         |            | razmerje med prostorninskimi silami in silami površinske napetosti                                                   |
| Brinellova lestvica                                 | {\displaystyle \mathrm {HB} \!\,}                                                                         |            | mehanska trdota |
| Brinkmanovo število                                 | {\displaystyle \mathrm {Br} \!\,}                                                                         |            | termodinamika (prevajanje toplote na viskozno tekočino)                                                              |
| Buliginovo število                                  | {\displaystyle \mathrm {Bu} \!\,}                                                                         |            | transportni pojavi                                                                                                   |
| Cauchyjevo število                                  | {\displaystyle \mathrm {Ca} \!\,}                                                                         |            | dinamika tekočin (gibanje stisljivih tekočin)                                                                        |
| Damköhlerjevo število                               | {\displaystyle \mathrm {Da} \!\,}                                                                         |            | lestvice reakcijskih časov in transportni pojavi                                                                     |
| Deanovo število                                     | {\displaystyle \mathrm {D} \!\,}                                                                          |            | dinamika tekočin (gibanje tekočin v ukrivljenih ceveh in kanalih)                                                    |
| Deborahino število                                  | {\displaystyle \mathrm {De} \!\,}                                                                         |            | reologija viskoznih in prožnih tekočin                                                                               |
| dvižni koeficient                                   | |            | aerodinamika (količina razpoložljive dvižne sile za dan presek letalskega krila pod danim napadnim kotom)            |
| Eckertovo število                                   | {\displaystyle \mathrm {Ec} \!\,}                                                                         |            | termodinamika (prenos toplote - prestop toplote)                                                                     |
| Ekmanovo število                                    | {\displaystyle \mathrm {Ek} \!\,}                                                                         |            | geofizika (torne (viskozne) sile)                                                                                    |
| Eötvösevo število                                   | {\displaystyle \mathrm {Eo} \!\,}                                                                         |            | dinamika tekočin (oblika mehurčkov in kapljic v tekočini)                                                            |
| Eulerjevo število                                   | {\displaystyle \mathrm {Eu} \!\,}                                                                         |            | hidrodinamika (tlačne in vztrajnostne sile)                                                                          |
| Fourierovo število                                  | {\displaystyle \mathrm {Fo} \!\,}                                                                         |            | termodinamika (prenos toplote - prevajanje toplote)                                                                  |
| Fresnelovo število                                  | {\displaystyle F\!\,}                                                                                     |            | optika (uklon) |
| Froudejevo število                                  | {\displaystyle {\textrm {Fr}}\!\,}                                                                        |            | valovanje in obnašanje površin                                                                                       |
| Galilejevo število                                  | {\displaystyle \mathrm {Ga} \!\,}                                                                         |            | dinamika tekočin (vikozni tok odvisen od težnosti)                                                                   |
| Görtlerjevo število                                 | {\displaystyle \mathrm {G} \!\,}                                                                          |            | dinamika tekočin (razmerje med centrifugalnimi in viskoznimi pojavi v mejni plasti)                                  |
| Graetzevo število                                   | {\displaystyle \mathrm {Gz} \!\,}                                                                         |            | termodinamika (prenos toplote - toplotni tok)                                                                        |
| Grashofovo število                                  | {\displaystyle \mathrm {Gr} \!\,}                                                                         |            | termodinamika (naravni prestop toplote)                                                                              |
| Jakobovo število                                    | {\displaystyle \mathrm {Ja} \!\,}                                                                         |            | termodinamika (fazni prehodi), transportni pojavi                                                                    |
| Joule-Kelvinov koeficient                           | {\displaystyle \mu _{\mathrm {JT} }\!\,}                                                                  |            | termodinamika (notranja energija realnega plina)                                                                     |
| kapilarno število                                   | {\displaystyle \mathrm {Cp} \!\,}, {\displaystyle \mathrm {Ca} \!\,}                                      |            | hidrodinamika (kriterij podobnosti, tok tekočine pod vplivom površinske napetosti)                                   |
| Kármánovo število                                   | {\displaystyle \mathrm {Ka} \!\,}                                                                         |            | hidrodinamika (kriterij podobnosti)                                                                                  |
| Knudsenovo število                                  | {\displaystyle \mathrm {Kn} \!\,}                                                                         |            | zvezni približki v tekočinah                                                                                         |
| koeficient aktivnosti                               | {\displaystyle \gamma \!\,}                                                                               |            | kemija (razmerje »aktivnih« molekul ali atomov)                                                                      |
| koeficient trenja                                   | {\displaystyle \mu \!\,}                                                                                  |            | tok tekočine |
| koeficient upora                                    | {\displaystyle c_{\rm {v}}\!\,}, {\displaystyle c_{\rm {u}}\!\,}                                          |            | dinamika tekočin (upor sredstva)                                                                                     |
| konstanta fine strukture                            | {\displaystyle \alpha \!\,}                                                                               |            | atomska fizika |
| kvantno število                                     | |            | kvantna stanja osnovnih delcev                                                                                       |
| Landéjev množitelj g                                | {\displaystyle g_{J}\!\,}                                                                                 |            | kvantna fizika, atomska fizika                                                                                       |
| Laplaceovo število                                  | {\displaystyle \mathrm {La} \!\,}                                                                         |            | termodinamika (naravni prestop toplote)                                                                              |
| lomni količnik                                      | {\displaystyle n\!\,}                                                                                     |            | optika (lom valovanja)                                                                                               |
| Machovo število                                     | {\displaystyle \mathrm {M} \!\,}, {\displaystyle \mathrm {Ma} \!\,}                                       |            | dinamika tekočin, dinamika plinov                                                                                    |
| Mohsova trdotna lestvica                            | |            | mehanska trdota |
| molekulska masa                                     | {\displaystyle M\!\,}                                                                                     |            | |
| Nusseltovo število                                  | {\displaystyle \mathrm {Nu} \!\,}                                                                         |            | termodinamika (prenos toplote z vsiljenim prenosom)                                                                  |
| Ohnesorgeovo število                                | {\displaystyle \mathrm {Oh} \!\,}                                                                         |            | razprševanje kapljevin                                                                                               |
| Pécletovo število                                   | {\displaystyle \mathrm {Pe} \!\,}                                                                         |            | termodinamika (prisiljeni prestop toplote)                                                                           |
| močnostno število                                   | |            | poraba električne moči mešalnikov                                                                                    |
| Poissonovo število                                  | {\displaystyle \mu \!\,}, {\displaystyle \nu \!\,}                                                        |            | mehanika (obremenitve v prečni in vzdolžni smeri)                                                                    |
| Prandtlovo število                                  | {\displaystyle \mathrm {Pr} \!\,}                                                                         |            | termodinamika (prisiljeni in naravni prestop toplote)                                                                |
| razmerje mase in svetlobe                           | {\displaystyle \Upsilon \!\,}                                                                             |            | astrofizika, fizikalna kozmologija (razmerje med maso in izsevom zvezd, galaksij, jat, nadjat, ...)                  |
| Rayleighovo število                                 | {\displaystyle \mathrm {Ra} \!\,}                                                                         |            | termodinamika (vzgon in viskozne sile v prostem prenosu toplote)                                                     |
| relativna dielektričnost                            | {\displaystyle \epsilon \!\,}                                                                             |            | razmerje gostote električnega polja v snovi in v praznem prostoru                                                    |
| relativni raztezek                                  | {\displaystyle \varepsilon \!\,}                                                                          |            | razmerje med deformacijo nekega telesa in dolžino tega istega telesa pred deformacijo                                |
| Reynoldsovo število                                 | {\displaystyle \mathrm {Re} \!\,}                                                                         |            | mehanika tekočin (značilnosti obnašanja toka (laminarni ali turbulentni))                                            |
| Richardsonovo število                               | {\displaystyle \mathrm {Ri} \!\,}                                                                         |            | kdaj je pomemben vzgon                                                                                               |
| Rockwellova lestvica                                | {\displaystyle \mathrm {HRb} \!\,}, {\displaystyle \mathrm {HRc} \!\,}                                    |            | mehanska trdota |
| Rossbyjevo število                                  | {\displaystyle \mathrm {R} _{\rm {o}}\!\,}                                                                |            | geofizika (vztrajnostne sile)                                                                                        |
| Sherwoodovo število                                 | {\displaystyle \mathrm {Sh} \!\,}                                                                         |            | termodinamika (prenos mase s prisilnim prestopom toplote)                                                            |
| Shoreova lestvica                                   | {\displaystyle \mathrm {HS} \!\,}                                                                         |            | mehanska trdota |
| Stefanovo število                                   | {\displaystyle \mathrm {Ste} \!\,} ({\displaystyle \mathrm {St} \!\,}, {\displaystyle \mathrm {Sf} \!\,}) |            | termodinamika (fazni prehodi)                                                                                        |
| Stokesovo število                                   | {\displaystyle \mathrm {Stk} \!\,}                                                                        |            | dinamika delcev |
| Strouhalovo število                                 | {\displaystyle \mathrm {Sr} \!\,}, {\displaystyle \mathrm {St} \!\,}                                      |            | dinamika tekočin (kriterij podobnosti, zvezni in nihajoči tokovi kapljevin in plinov)                                |
| število Kirpičjova                                  | {\displaystyle \mathrm {Ki} \!\,}                                                                         |            | hidrodinamika |
| Vickersova lestvica                                 | {\displaystyle {\textrm {HV}}\!\,}                                                                        |            | mehanska trdota |
| Webrovo število                                     | {\displaystyle \mathrm {We} \!\,}                                                                         |            | mehanika tekočin (značilnosti večfaznega toka z močno ukrivljenimi površinami)                                       |
| Weissenbergovo število                              | {\displaystyle \mathrm {Wi} \!\,}                                                                         |            | viskozni in prožni tokovi                                                                                            |
| Womersleyevo število                                | {\displaystyle \alpha \!\,}, {\displaystyle \mathrm {Wo} \!\,}                                            |            | hidrodinamika, mehanika biotekočin (kriterij podobnosti, zvezni in nihajoči tokovi)                                  |

V kemiji je znana brezrazsežna količina pH.

## Brezrazsežne fizikalne konstante
Sestav naravnih enot je izbran s takšnimi osnovnimi enotami, da je več fizikalnih enot, kot je na primer hitrost svetlobe, brezrazsežnih po definiciji. Vendar se nekaterih brezrazsežnih fizikalnih enot ne da izločiti in jih je treba določiti eksperimentalno. Te se velikokrat imenujejo osnovne fizikalne konstante.
Osnovne fizikalne konstante so med drugim:
- konstanta fine strukture, sklopitvena konstanta za elektromagnetno interakcijo
- razmerje med mirovno maso protona in elektrona. V splošnem razmerja mirovnih mas vseh osnovnih delcev in mase elektrona.
- močna sklopitvena konstanta, sklopitvena konstanta za močno interakcijo
- gravitacijska sklopitvena konstanta.